# Códice Trujillo do Peru

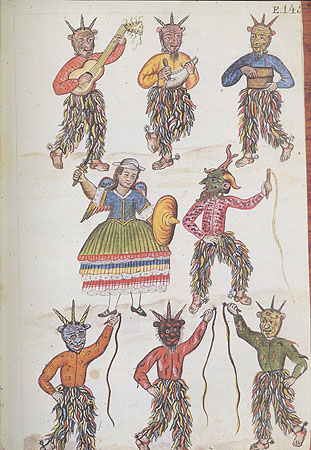
Iluminura do volume VII, mostrando uma dança folclórica

O Códice Trujillo do Peru, também conhecido como Códice Martínez Compañón, é um manuscrito iluminado em nove volumes composto pelo bispo Baltasar Martínez Compañón, famoso por conter uma rica e única descrição da paisagem humana e natural da província peruana de Trujillo no final do século XVIII.
Baltasar Compañón era nativo de Navarra, onde nascera em 1737. Fez sua carreira eclesiástica na América espanhola, e em 1767 foi designado chantre da Catedral de Lima, no Peru. Em 1779 foi indicado bispo para a diocese de Trujillo. Entre suas funções estava mediar o conflito entre os indígenas e a autoridade colonial, além de suas tarefas próprias de evangelização. Mas como outros prelados de sua época, Compañón também se interessava pelas ciências, em particular a História Natural. Entre os anos de 1782 e 1785 percorreu sua diocese em um itinerário que além de pastoral, era também social, científico e cultural.
Coletou espécies botânicas e animais, das quais fez um inventário indicando seus usos potenciais, descreveu usos medicinais de ervas nativas, bem como suas formas de cultivo; descreveu as sociedades indígenas e os estamentos coloniais, informou sobre a atividade das ordens religiosas, desenhou mapas, compilou um pequeno dicionário com palavras comuns em várias línguas indígenas, algumas hoje extintas, e preservou em partitura várias melodias populares. Os nove volumes da obra apresentam ainda um extenso e precioso acervo iconográfico na forma de mais de 1.400 iluminuras e desenhos, que retratam costumes, festas e outras cenas do cotidiano da região. Essas imagens têm o interesse adicional de terem sido pintadas por nativos, sob a encomenda do bispo. O Códice, por sua riqueza informativa, pela plasticidade das imagens, pela sua raridade, figura como um dos mais importantes documentos sobre o Peru colonial de seu tempo.
Hoje está conservado na Biblioteca Real de Madri, com o título Colección original inédita de mapas relativos al obispado de Perú; retratos en colores y dorados de Arzobispos, Vireyes y otros personajes del Perú; planos de ciudades; cuadros sobre lenguas indígenas, 1782-1785, catalogado com o registro RM 216. Uma cópia do primeiro volume, que foi posse do bispo, está depositada na Biblioteca Nacional da Colômbia. 120 imagens avulsas, removidas dos tomos VI a VIII, pertencem ao acervo do Banco Continental de Lima. Em 2003 a Unesco incluiu o Códice Trujillo do Peru no Registo Regional de Cor do Mundo para América Latina e o Caribe.